# Mangrai

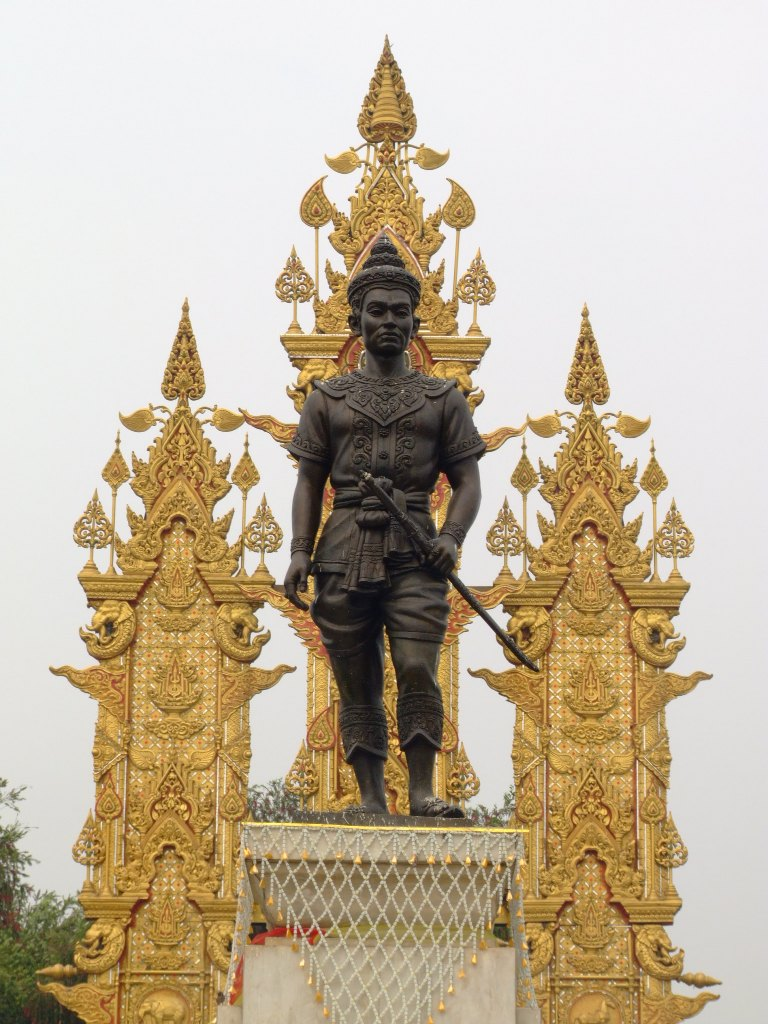
Denkmal von König Mangrai in Chiang Rai

Mangrai (Thai: พญามังราย, Phaya Mangrai, auch: Mengrai, พญาเม็งราย; * 1238 oder 1239 in Ngoen Yang; † 1311 oder 1317 in Chiang Mai) war der Gründer des nordthailändischen Königreiches Lan Na.

## Herkunft, Eroberungen und Reichsgründung

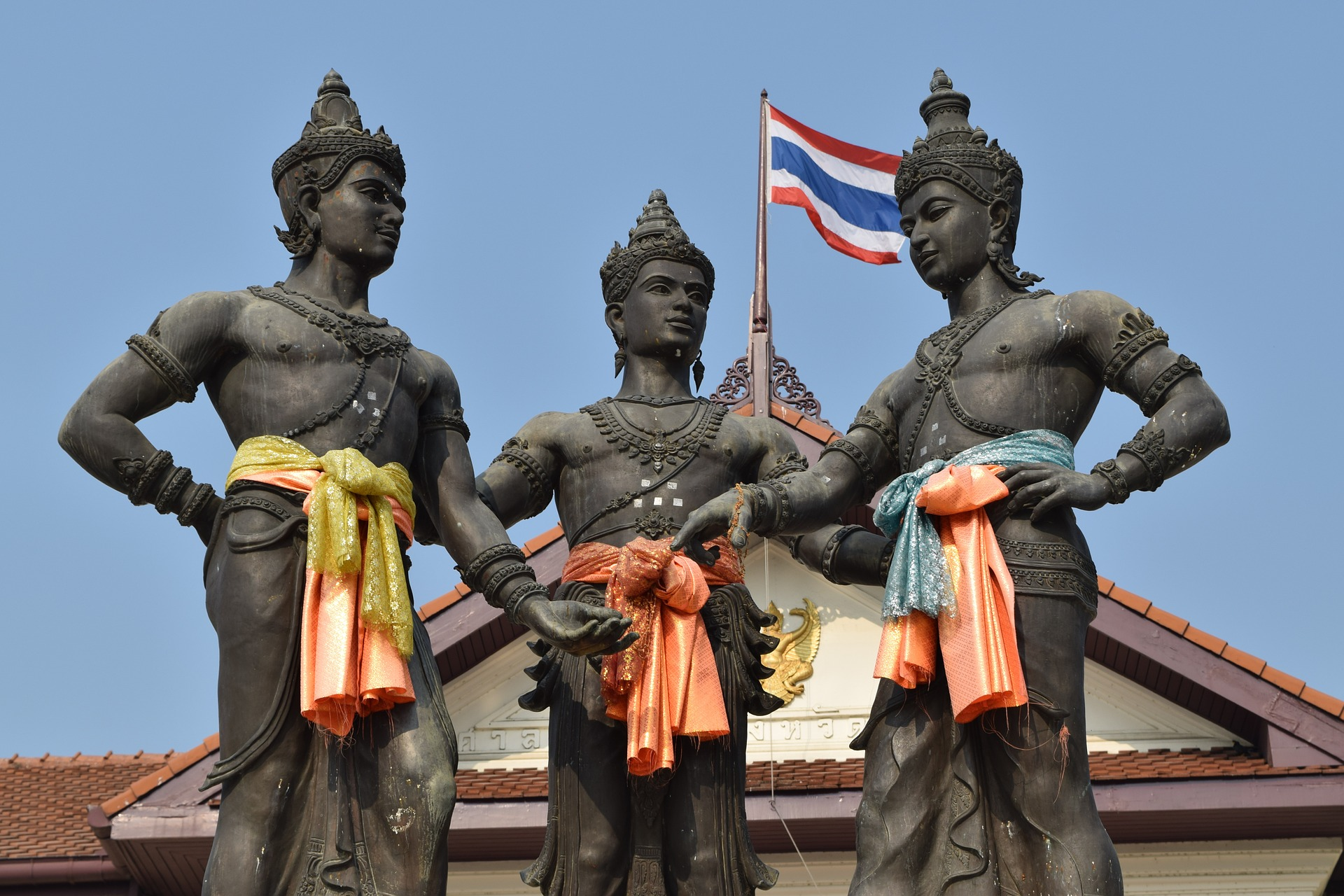
Dreikönigsdenkmal in Chiang Mai (v.l.: Ngam Mueang von Phayao, Mangrai von Lan Na und Ramkhamhaeng von Sukhothai)

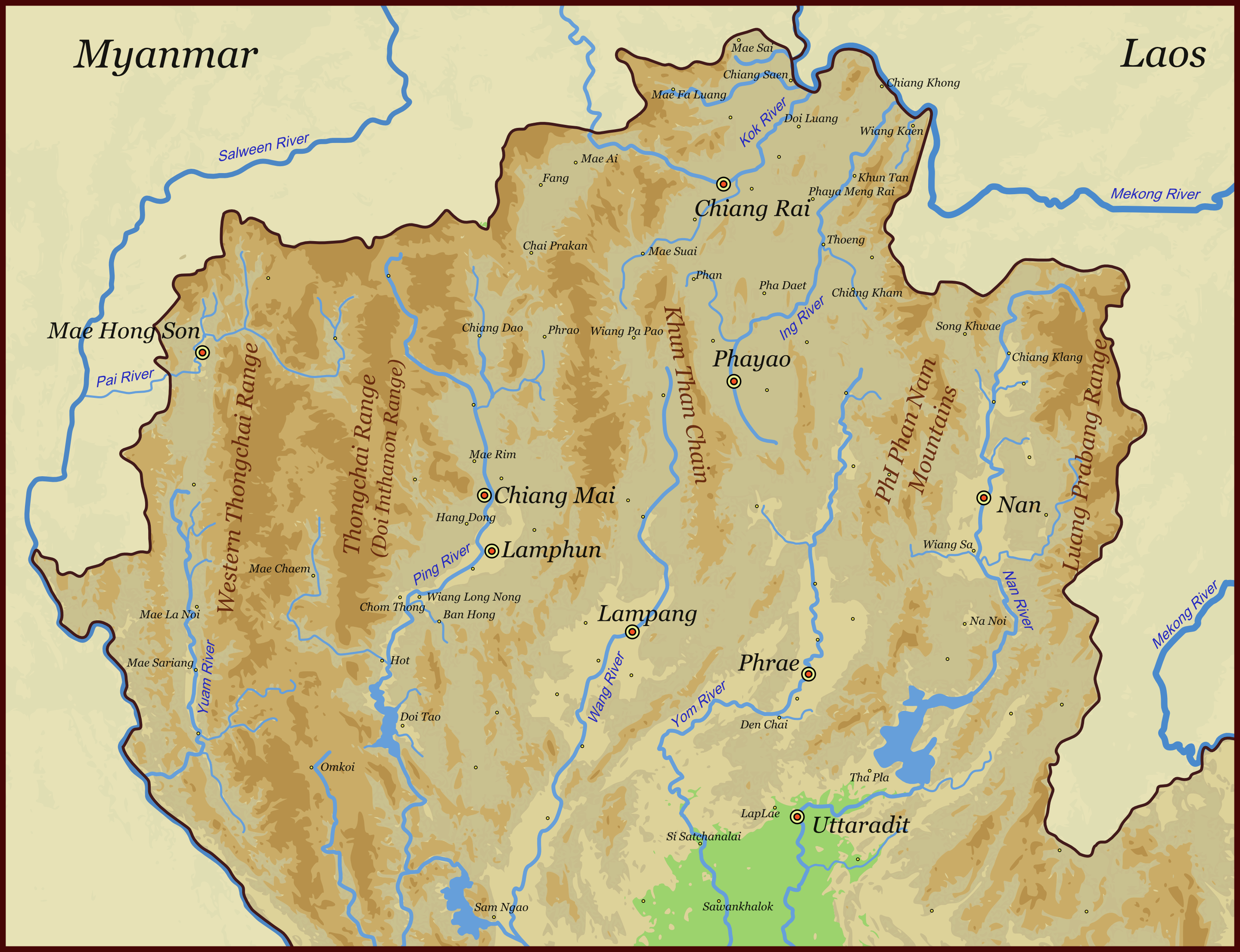
Karte von Nordthailand, teilweise deckungsgleich mit Mangrais Königreich Lan Na

Der auf die Geschichte Südostasiens spezialisierte Historiker Michael Vickery (1931–2017) betrachtete die Angaben in nordthailändischen Chroniken zu Mangrai und den ersten 100 Jahren der Geschichte Lan Nas in weiten Teilen als Legenden und Fiktion. Thailändische Geschichtsbücher wie auch die meisten westlichen Historiker, die sich mit der Thematik befassen, gehen aber von der tatsächlichen historischen Existenz Mangrais aus und stützen sich auf traditionelle Chroniken als Quellen, wenngleich deren Daten oft widersprüchlich sind.
Mangrai wurde den Chroniken zufolge als Sohn des Tai-Yuan-Herrschers von Ngoen Yang – einem Stadtstaat (Müang) auf dem Gebiet des heutigen Chiang Saen im äußersten Norden Thailands – geboren. Seine Mutter war die Tochter des Herrschers der Tai Lü von Chiang Hung (oder Chiang Rung, heute Jinghong) in Sipsong Panna (chinesisch Xishuangbanna). Er bestieg den Königsthron nach dem Tod des Vaters im Jahr 1259.
Schnell gewann er die Dominanz über die Kleinreiche der Nachbarn, im Jahr 1262 brachte er Chiang Tung (heute Keng Tung), einen Staat der Lawa unter seine Kontrolle. Anfang 1263 gründete er Chiang Rai („Stadt von (Mang-)Rai“) als Hauptstadt seines neu gebildeten Königreiches Lan Na (Land der Millionen Felder). Um 1268 sorgte er für die Errichtung einer neuen Stadt Fang westlich von Chiang Rai. Mangrai sorgte durch diplomatische und militärische Mittel für eine stete Ausdehnung seines Reiches, ganz ähnlich wie sein zeitgenössischer Konkurrent Ramkhamhaeng in Sukhothai.
In Fang berichteten ihm Händler vom Wohlstand des Landes Hariphunchai, der damals führenden politischen, wirtschaftlichen und kulturellen Macht im heutigen Nordthailand, die von Mon beherrscht wurde. Das weckte die Begehrlichkeit Mangrais und er ersann eine List, um Hariphunchai zu schwächen und einnehmen zu können. Er entsandte seinen Adjutanten Ai Fa nach Hariphunchai, wo dieser zum Vertrauten des Königs Yiba aufstieg. Um Hariphunchai durch Unmut und Zwietracht zu schwächen, ordnete Ai Fa im Namen des Königs die Anlage eines komplexen Bewässerungssystems an und verpflichtete die Bevölkerung dazu zu schwerer Zwangsarbeit. Der dadurch hervorgerufene Volkszorn auf den König machte es möglich, dass Mangrai Hariphunchai einnahm. Laut Chronik von Chiang Mai geschah dies 1281/82, laut Jinakalamali-Chronik 1292/93. Historiker halten letztere Angabe für plausibler. Durch die Eroberung des florierenden Hariphunchai übernahm Mangrais Reich die Rolle der führenden Macht im Norden des heutigen Thailand.

## Konsolidierung der Herrschaft
Mangrai schloss 1287 einen Beistandspakt, den „Drei-Königs-Vertrag“ (sanya sam kasat), mit zwei weiteren Tai-Königen, Ramkhamhaeng von Sukhothai und Ngam Mueang von Phayao gegen die Mongolen. Vermutlich verabredeten die drei dabei auch eine Abgrenzung ihrer Interessensphären. Auch mit den alten Königreichen der Mon von Hongsawadi (Pegu) und der Shan von Ava bildete er strategische Allianzen.
Nachdem er zuvor fünf Jahre lang in Wiang Kum Kam, einer Siedlung in einem ehemaligen Bogen des Mae Nam Ping residierte, gründete er 1296 Chiang Mai („neue Stadt“; heute die größte Stadt in Nordthailand) und stiftete zahlreiche Tempel, unter anderem Wat Chiang Man.
Ab 1301 versuchten die Mongolen unter Kublai Khan, Mangrais Reich zu unterwerfen, das der letzte unabhängige südliche Nachbar von China war. Mangrai konnte die über zwei Jahre währenden Angriffe der Mongolen abwehren. Diese mussten sich mit einer Tributdelegation unter Leitung von Mangrais Sohn, die einen weißen und mehrere gezähmte Elefanten sowie lokale Produkte aus Chiang Mai und Chiang Hung überbrachte. Die Gesandten aus Lan Na bekamen im Gegenzug Leder- und Fellkleidung sowie Schuhe geschenkt. Während China den südlichen Nachbarn aufgrund dieser Beziehung als Vasallen betrachtete, sahen sich die Tai Yuan von Lan Na weiterhin als selbstständig an.
Am Ende von Mangrais Herrschaft dehnte sich sein Reich über das Gebiet des heutigen Nordthailands hinaus bis in den Süden Yunnans und die östlichen Shan-Staaten aus. Es war jedoch kein zentralistischer Staat, sondern eher eine Föderation von Fürsten einzelner Müang, die Mangrai aufgrund persönlicher Abhängigkeiten oder Verwandtschaft die Treue geschworen hatten (Mandala-Modell). Politische Einrichtungen oder Verwaltungsstrukturen, die über diese persönlichen Loyalitätsbeziehungen hinausgingen, gab es nicht. Auch kann es nicht als ein Thai-Staat betrachtet werden, da die Bevölkerungsmehrheit im Kerngebiet von Mon und Lawa gestellt wurde. Mangrai leitete vermutlich erste Schritte zur Schaffung eines Systems von verbindlichen Regeln für weltliche Angelegenheiten in Lan Na ein. Dass der später in Lan Na geltende, Mangrai-sat („Gesetze König Mangrai“) genannte Rechtskodex tatsächlich auf Mangrai zurückgeht, ist jedoch historisch gesehen sehr unwahrscheinlich. Der Zusammenhalt des Reiches hing stark von der charismatischen Persönlichkeit und Führung Mangrais ab, dem es gelang, Unabhängigkeitsbestrebungen der Vasallen-Müang zu verhindern.

## Tod und Erbe
Mangrai starb 1311 (gemäß Jinakalamali-Chronik) oder 1317 (laut Chronik von Chiang Mai). Er soll in seiner Hauptstadt von einem Blitz getroffen worden sein. Nach seinem Tod erkannten die Fürstentümer der Lü, Khün und Shan an den Rändern des Reiches nicht mehr die Oberherrschaft Lan Nas an und stellten ihre Tributlieferungen ein. Die Föderation zerfiel außerdem in zwei rivalisierende Machtzentren, da Mangrais ältester Sohn Chaiyasongkhram nicht nach Chiang Mai ziehen wollte, sondern Chiang Rai, das bereits zu Lebzeiten des Vaters seine Residenz war, zur Hauptstadt machte. In Chiang Mai regierte stattdessen sein Sohn Saenphu. Während der Nordosten Lan Nas von Chiang Rai aus kontrolliert wurde, war der Südwesten des Landes von Chiang Mai abhängig. Erst Ende des 14. Jahrhunderts bekam Lan Na wieder eine einheitliche Herrschaft. Die von Mangrai begründete Dynastie regierte Lan Na noch bis ins 16. Jahrhundert. Dann geriet das Reich unter birmanische Kontrolle.